# Standing Committee of European Physicians
Der Ständige Ausschuss der Ärzte der Europäischen Union (engl. Standing Committee of European Physicians, fr. Comité Permanent des Médecins Européens, kurz CPME), auch Standing Committee of European Doctors bzw. Europäische Ärztevereinigung, ist ein Verband der Europäischen Ärzteorganisationen mit Sitz in Brüssel.

## Organisation
Im Jahr 1959 gründeten die Ärzteorganisationen von Deutschland, Belgien, Luxemburg, Frankreich, Italien und den Niederlanden den Ständigen Ausschuss der Europäischen Ärzte. Ziel war und ist die gemeinsame Interessenvertretung in der Europäischen Union (EU) in gesundheitspolitischen Fragen.
Heute gehören dem CPME 29 Mitglieder an, neben den Interessenvertretungen aus den EU-Ländern auch die ärztlichen Standesorganisationen aus Norwegen, Island, der Schweiz und des Vereinigten Königreichs.
Ziele des CMPE sind nach der Satzung:
- Förderung der medizinischen Ausbildung, der medizinischen Praxis, der Gesundheits- und Gesundheitsfürsorge in der Europäischen Union
- Förderung der Freizügigkeit von Ärzten innerhalb der Europäischen Union

Organe des CMPE sind nach der Satzung:
- die Generalversammlung
- der Verwaltungsrat
- das Exekutivkomitee
- der Wirtschaftsprüfer

Das Exekutivkomitee besteht aus dem Präsidenten, vier Vizepräsidenten und einem Schatzmeister.
Ein Sekretariat, geleitet durch einen Generalsekretär, steht für die Verwaltung und Öffentlichkeitsarbeit zur Verfügung.

## Geschichte
Die Präsidenten des CPME waren.
| Amtszeit    | Präsident               | Land           |
| ----------- | ----------------------- | -------------- |
| 1959 – 1961 | J. Joncheres            | Frankreich     |
| 1962 – 1964 | C. Landheer             | Niederlande    |
| 1965 – 1967 | Ernst Fromm             | Deutschland    |
| 1968 – 1970 | A Wynen                 | Belgien        |
| 1971 – 1973 | A Spinelli              | Italien        |
| 1974 – 1976 | Mr W Lewin              | Großbritannien |
| 1977 – 1979 | Erik Holst              | Dänemark       |
| 1980 – 1982 | P. A. Farrelly          | Irland         |
| 1983 – 1985 | Joseph Monier           | Frankreich     |
| 1986 – 1988 | Karsten Vilmar          | Deutschland    |
| 1989 – 1991 | Alberto Berguer         | Spanien        |
| 1992 – 1994 | Manuel Machado Macedo   | Portugal       |
| 1995 – 1997 | Emmanuel Kalokerinos    | Griechenland   |
| 1998 – 2000 | John van Londen         | Niederlande    |
| 2000 – 2001 | Markku Äârimaa          | Finland        |
| 2002 – 2003 | Reiner Brettenthaler    | Österreich     |
| 2004 – 2005 | Bernhard Grewin         | Schweden       |
| 2006 – 2007 | Daniel Mart             | Luxemburg      |
| 2008 – 2009 | Michael Wilks           | Großbritannien |
| 2010 – 2012 | Konstanty Radziwiłł     | Polen          |
| 2013 – 2015 | Katrin Fjeldsted        | Island         |
| 2016 – 2018 | Jacques de Haller       | Schweiz        |
| 2019 – 2021 | Frank Ulrich Montgomery | Deutschland    |
| 2022 – 2024 | Christiaan Keijzer      | Niederlande    |
| 2025 – 2027 | Ole Johan Bakke         | Norwegen       |